# Slavko Avsenik
Slavko Avsenik (Begunje bij Bled, Slovenië, 26 november 1929 – aldaar, 2 juli 2015) was een Sloveense componist en muzikant. 
In 1953 heeft hij samen met zijn broer Vilko Avsenik de Oberkrainer stijl ontwikkeld en zo ontstond de groep Slavko Avsenik & seine Original Oberkrainer. Oberkrain is Duits voor de Sloveense regio Gorenjska waar Avsenik vandaan komt. In Slovenië hebben ze zich steeds "Ansambel Brata Avsenika"  genoemd. (Ensemble van de broers Avsenik).
Voorheen trad hij al op in de herberg van zijn ouders 'Pri Jožovcu' in Begunje die er overigens nog steeds staat en wordt gerund door de zoon van Avsenik. 
Slavko is autodidact en kan geen muziek lezen. Zijn broer Vilko heeft wel muziek gestudeerd en heeft de melodieën die Slavko bedacht, opgeschreven en gearrangeerd. De samenwerking tussen de broers is dan ook van enorm belang geweest voor de totstandkoming van deze Oberkrainer muziek. Een Oberkrainer groep is altijd samengesteld uit accordeon, trompet, klarinet, slaggitaar en bas. Deze bas kan zowel contrabas als bastuba zijn. Dit kwintet wordt doorgaans aangevuld met een zangduo of trio.
De samenstelling van de groep is enkele keren veranderd. Voor het grootste deel van het bestaan tot 1992 was de samenstelling als volgt:
- Slavko Avsenik: Accordeon
- Albin Rudan: Klarinet
- Franc Košir: Trompet
- Mik Soss: Bas
- Leo Ponikvar: Gitaar

- Franc Koren: Tenor
- Ema Prodnik: Mezzo Sopraan

De voornaamste wijziging in de bezetting deed zich in de jaren 70 voor toen het zangduo Koren werd vervangen door een trio:
- Alfi Nipič : Tenor
- Joži Kališnik: Sopraan
- Jožica Širca - Svete: Alt

In het Avsenik Museum in Begunje zijn de vele gouden en zelfs platina platen te bewonderen die de groep heeft verzameld. Ook zijn daar de originele instrumenten, klederdracht, vele prijzen en een grote verzameling van platen te bezichtigen. Aan de ouderlijke herberg is behalve het museum ook een concertzaal gebouwd. Hier worden gemiddeld tweemaal per week optredens verzorgd door de huidige topensembles op Oberkrainer gebied. Deze concertzaal heeft een ronde vorm met een puntdak: hiermee wordt de 'Marela' (Paraplu) bedoeld. De Marela is een typisch onderdeel van de Sloveense dracht en onlosmakelijk verbonden met de Oberkrainer muziek.
Avsenik heeft meer dan 1000 originele composities op zijn naam staan.

## Discografie
Zijn meest bekende stuk is wel Na Golici of Trompetenecho in het Duits.
- Aljažev stolp
- Bele lilije
- Breze v vetru
- Casanova
- Cvetlični valček
- Cvetoče tulpe
- Cvetoči lokvanj
- Čakala bom
- Čar Julijskih alp
- Če prideš nazaj
- Če te Gorenjc povabi
- Če te Gorenjc povabi in malo mešano
- Če vinček govori
- Če zunaj dežuje
- Čevapčiči in ražnjiči in dobra kaplica
- Čez korensko sedlo
- Čez Ljubelj
- Čujte me, čujte, mamca vi
- Dedek mraz prihaja
- Dedek pridi na ples
- Dilece se lomijo
- Dišeče rože
- Dobro jutro striček Janez
- Dolge so noči
- Domače veselje
- Dopust se bliža
- Drija drajsom polka
- Družinski praznik
- Drvarska polka
- Ej, takšni smo vsi
- En, dva in tri
- Enkrat ja, enkrat ne
- Enkrat levo, dvakrat desno
- Enkrat na leto praznujem
- Fant s kitaro
- Fantje, zdaj pa domov
- Fantovsko veselje
- Franc vseved
- Gasilec Franc
- Godrnanje in meketanje
- Gor pa dol
- Gozdarjeva povest
- Gozdovi v mesečini
- Gremo na Gorenjsko
- Gremo na ples
- Gremo na Pokljuko
- Ha, ha, Košir se še ne da
- Harmonika in orglice
- Hodil po gozdu sem
- Holadri holadra
- Hopla-hopla polka
- Hribovski valček
- Igral sem na orglice
- Ivanka
- Iz Bohinja
- Iz Hotemaž v Tupalče
- Iz naših krajev
- Izlet na deželo
- Izlet na Jamnik
- Izlet v Istro
- Jadraj z menoj
- Jadranje nad Gorenjsko
- Jaz pa pojdem k ljub'ci v vas
- Jaz sem pa en Franc Košir
- Je že 35 let
- Je že pač tako
- Jej, jej, k'mam težko glavo
- Jesenska polka
- Jubilejna koračnica
- Juhej, zavriskaj in zapoj
- Jurčki in lisičke
- Jutranja zarja
- Jutranjica na obzorju
- Jutro na deželi
- Južek in Marta
- Kadar bom vandral
- Kadar grem na Rodne
- Kadar na rajžo se podam
- Kadar pridem na planinco
- Kaj da rečem
- Kaj pa reče mamca moja
- Kako bi jo spoznal
- Kakor je tud' res
- Kam tako hitiš
- Kje je sreča
- Klemenčkova
- Klic domovine
- Klic z gora
- Kmalu spet nasvidenje
- Kmetič praznuje
- Ko bom k vojakom šel
- Ko boš tod mimo šel
- Ko lovec na štoru je spal
- Ko mesec sveti
- Ko se zjutraj prebudim
- Koledniška polka
- Komedijanti prihajajo
- Koračnica Julijskih alp
- Koroška polka
- Kraguljčki na saneh
- Krivci mojega klobuka
- Križi in težave
- Lahovška polka
- Le kdo ve
- Le vrni se
- Leo je zaljubljen
- Lep spomin ljubica
- Lepe ste ve Karavanke
- Lepo je biti muzikant
- Lepo je s teboj
- Lisička in Marička
- Ljubezen in hrepenenje
- Ljubici v slovo
- Ljubljanska noč
- Lov na polhe
- Lovci prihajajo
- Lovska koračnica
- Lovska trofeja
- Luštna kelnarca
- Lutka
- Majski valček
- Mavrica čez Gorenjsko
- Med rojaki v Ameriki
- Melodija za tebe
- Mi ne gremo na drugi planet
- Mini-polka
- Miss kaktus
- Moj Floki
- Moj hobi
- Moj očka ima konjička dva
- Moj rodni kraj, moj rodni dom
- Moja zlata Mišika
- Moje sanje
- Moji tašči
- Na avtocesti (Auf der Autobahn)
- Na deželi
- Na festivalu
- Na Golici (Trompetenecho)
- Na Golici, na pomoč
- Na Gorjušah
- Na Jezerskem
- Na Kranjskem sejmu
- Na Krki sem ribce lovil
- Na Krvavcu
- Na lovski veselici
- Na Martinovo
- Na Menini planini
- Na mostu
- Na oknu slonim
- Na planinski magistrali
- Na podeželju
- Na podstrešju
- Na Poljški planini
- Na promenadi
- Na Robleku
- Na sejmu
- Na smučarskem tečaju
- Na svidenje
- Na Šmarno goro
- Na tebe pa požvižgam se
- Na valovih Jadrana
- Na vrtu mojega očeta
- Na Zbiljskem jezeru
- Na zdravje vsem
- Na zdravje vsem
- Na Zelenici
- Nabrala bom šopek cvetja
- Najin tango
- Najina zvezda
- Najlepše je doma
- Najlepši cvet
- Narodna noša
- Naš pozdrav
- Naša žlahta
- Našim znancem
- Ne maraj za težave
- Ne pozabi me
- Ne sveti zvezda v noč svetleje
- Nedeljski izlet
- Nemirna mlada leta
- Nepozabni dnevi
- Neprespane noči
- Nežno šepetenje
- Ni važno od kod si doma
- Nikar domov
- Nobena ni lepša kot moja
- Nobena žavba ne pomaga več
- Noč diši po pravljici
- Novoletni koledar
- Novoletno voščilo: Zvezde na nebu žare
- O, moj dragi
- O, sveti Florjan
- Ob Dravi
- Ob jezeru
- Ob Ljubljanici
- Ob slapu
- Obisk na Koroškem
- Obisk v Lipici
- Od Ljubljane do Maribora
- Odmev s Triglava
- Oh ta žeja
- Ohcet na Borlu
- Okajeni godci
- Okoli novega leta
- Oleandrov cvet
- Opravljivke
- Otoček sredi jezera
- Otroške želje
- Pa se sliš
- Paradna polka
- Pastirček
- Pesem o divjem petelinu
- Pesem v spomin
- Pijem rad in dobro jem
- Pisani travniki
- Planica, Planica
- Planinski cvet
- Planinski valček
- Ples kurentov
- Po cvetličnih tratah
- Po cvetočih planinah
- Po klančku gor, po klančku dol
- Po trgatvi
- Počitnice na kmetih
- Pod cvetočimi kostanji
- Pod Dobrčo
- Pod lipco
- Pod ljubljanskim gradom
- Pod Špikom
- Pod Vitrancem
- Pod zvezdnatim nebom
- Pogled v dolino
- Pogled z Jalovca
- Pohorski valček
- Pojdi z menoj na planino
- Pokal - polka
- Poleti, pozimi
- Polka na Voglu
- Polka ostane polka
- Polka za harmoniko
- Polka za klarinet
- Polnočni zvonovi
- Pomladi je lepo
- Pomladni nasmeh
- Ponočnjaki
- Popolna zmeda
- Posedam rad pred hišico
- Poskočni klarineti
- Potepanje s harmoniko
- Povej mi, kje pomlad gostuje
- Pozdrav iz Kranjske gore
- Pozdrav s Pohorja
- Pozdrav s trobento
- Pozdrav Selški dolini
- Pozno jeseni
- Praktično je le kolo
- Prav fletno se imamo
- Prava ljubezen
- Praznik Gorenjske
- Praznik na vasi
- Praznik pršuta in terana
- Prehitro mimo je mladost
- Prekmurska polka
- Prelep je svet
- Prelepa Gorenjska
- Prelepa zelena Begunjščica
- Prelepi gorenjski cvet
- Prelepi zimski čas
- Premišljevanje
- Pri Jožovcu
- Pri Matuču
- Pri nas doma
- Pri sankaški koči
- Pri sedmerih jezerih
- Pri Valvazorjevi koči
- Prijateljem harmonike
- Prijatelji, ostanimo prijatelji
- Proti jutru
- Prvi sončni žarek
- Pustni valček
- Pustovanje na Gorenjskem
- Radovedni astronavt Franc
- Rana ura, huda ura
- Resje že cvete
- Rezka
- Romanca za kitaro
- Rosno maldi smo mi junaki bili nekoč
- S čolnom po Ljubljanici
- S harmoniko v hribe
- S kitaro po svetu
- S kočijo v Bodešče
- S pesmijo našo
- S polko v novo leto
- S trobento v svet
- Samo enkrat imaš 50 let
- Samo enkrat se živi
- Samo še en vrček
- Sanjam o domovini
- Sem deklica za vse
- Sem ter tja
- Shujševalna kura
- Shujševalna kura, nevaren pivski napotek
- Silvestrski večer, mali zidarski napotek
- Sinje morje, bela jadra
- Skozi Tuhinjsko dolino
- Slalom polka
- Slovenija, odkod lepote tvoje
- Slovenski pozdravi
- Spomin
- Stara polka
- Tudi ti nekoč boš mamica postala
- Veter nosi pesem mojo
- Za konec tedna
- Za kratek cas (Lustig mit Gitare und Accordeon)
- Zinka, Zefka, Zofka

- Bibliothèque nationale de France: cb17962103q (data)
- Gemeinsame Normdatei: 122425561
- International Standard Name Identifier: 0000 0001 1437 479X
- Library of Congress Control Number: n2004067016
- MusicBrainz: f17746cb-aa9e-4c1f-a048-860a33866bd7
- Nationale Bibliotheek van Tsjechië: mzk2003205212
- Nederlandse Thesaurus van Auteursnamen: 070777810
- Virtual International Authority File: 8268550
- WorldCat: E39PBJm4QH96GrjK3kb3mxVgrq